# Katholische Universität Ružomberok
Die Katholische Universität Ružomberok (slowakisch: Katolícka univerzita v Ružomberku) ist eine öffentliche katholische Universität in der slowakischen Stadt Ružomberok (deutsch: Rosenberg) mit circa 7.700 Studenten und 200 wissenschaftlichen Angestellten. Die Universität wurde am 10. Juli 2000 gegründet.

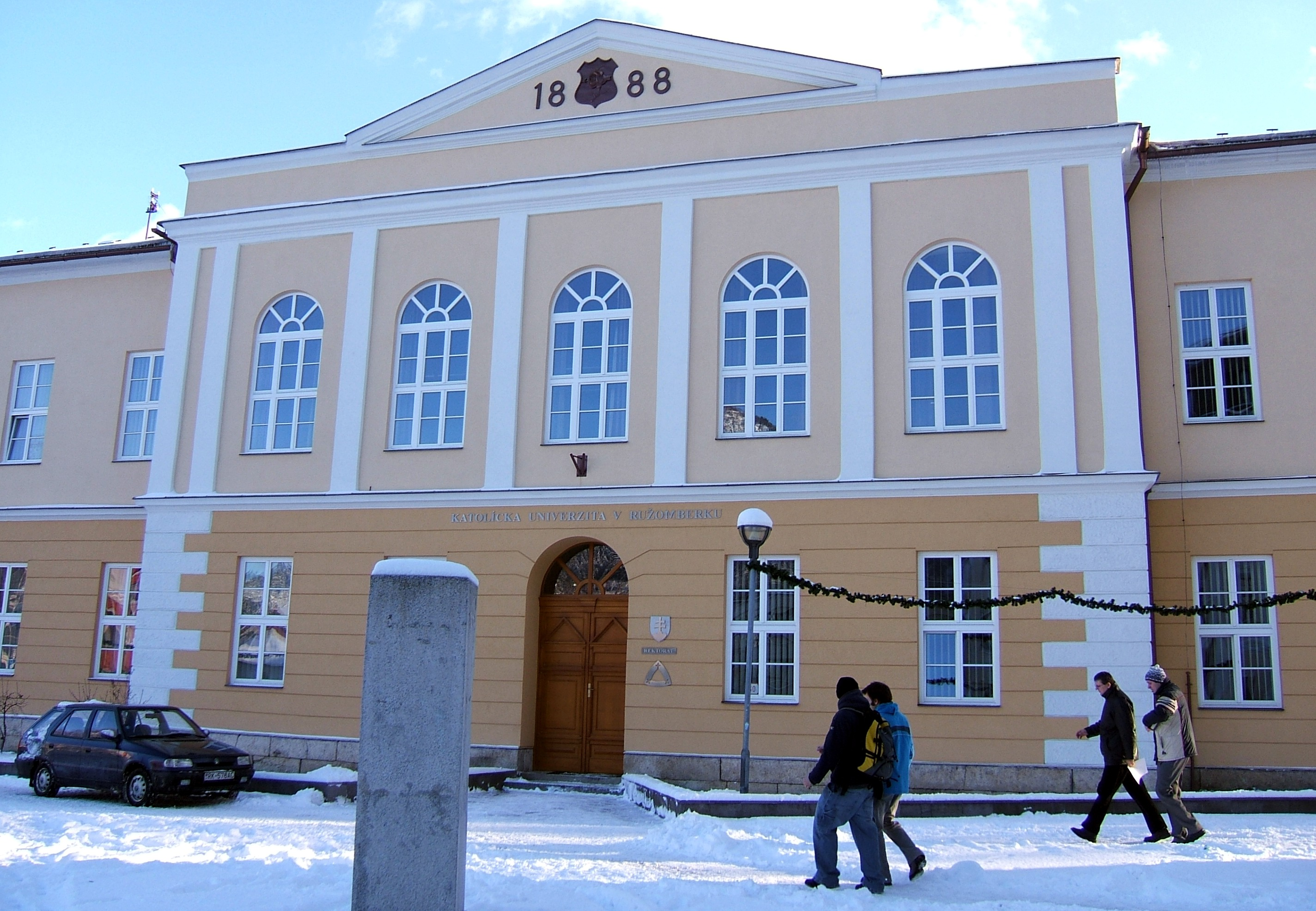
Hauptgebäude der Universität

## Fakultäten
Die Universität gliedert sich in 4 Fakultäten.
- Philosophische Fakultät
- Theologische Fakultät (in Košice)
- Pädagogische Fakultät
- Fakultät für Gesundheitswesen